# 소무구성

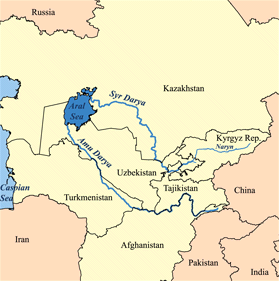
아랄해와 아무다리야강(아래), 시르다리야강(위)

소무구성(중국어: 昭武九姓, 병음: Zhāo Wŭ Jiŭ Xìng)은 중국 남북조 시대에서 수 · 당 시대에 걸쳐 중앙아시아의 소그디아나 지방에 존재했던 9개의 오아시스 도시 국가이다. 9개의 국왕이 모두 소무(昭武)를 국성으로 삼았기 때문에 소무구성(昭武九姓)로 불린다. 또한 국민의 대부분이 호인(胡人)으로 불리던 소그드인이었기 때문에 구성(九姓胡)로도 불린다.

## 구성(九姓)
구성(九姓)은 《신당서》 권221의 하권, 〈열전〉146·하, 서역 하의 기재에 따른 것으로, 강국(康國), 안국(安國), 조국(曹國), 석국(石國), 미국(米國), 하국(何國), 화라자모(花剌子模), 모지국(戊地國) 등 아홉개 국가이다. 그 비정 지역은 확실하게 알 수 없는 화심국과 술지국을 제외하면 각각 사마르칸트, 부하라, 카브단, 타슈켄트, 마이무루그, 쿠샨 제국, 기슈로 비정되고 있다.
또한 신당서 이전의 북사와 수서는 강국(康國), 안국(安國), 발간국(鏺汗國), 미국(米國), 사국(史國), 하국(何國), 오라갈국(烏那遏國), 목국(穆國), 조국(漕國) 이렇게 아홉 개의 국가들이 모두 소무씨(昭武氏)를 국성(國姓)으로 하고 있다고 하여, 신당서와는 다르다. 여기에서는 석국의 국성(國姓)은 소무씨가 아니고 석씨로, 조국(曹國)도 왕이 부재 대신 강국(康國)의 왕자가 통치하고 있었기 때문에 해당하지 않는다.

## 역사
그들의 조상은 월지로, 원래는 기련산(祁連山) 소무성(昭武城, 현재 중국 간쑤성 장예시 린쩌현 판교진)에 살고 있었다.
기원전 2세기에 흉노에 의해 서쪽으로 쫓겨난 월지는 일단 새족를 쫓아내고 이식쿨호 주변에 살았지만 곧 오손에 쫓겨 다시 소그디아나 로 옮겨졌다. 강국을 비롯해 작은 나라로 나뉘어, 그 왕들은 모두 옛 땅을 잊지 말자는 의미로 그들이 온 지역의 이름인 소무(昭武)를 성으로 쓰게 되었다. 이들 소무 9국(昭武九国)은 남북조 시대 무렵에 압달(嚈噠, 에프탈)의 지배하에 들게 되고, 수대에는 서돌궐에 속했다. 그리고 당에 속하고 영휘 연간(650년 ~ 655년)에 강거도독부가 설치되어 안서도호부의 관할이 되었다.
소무 9성의 인민(소그드인)는 장사 기술이 뛰어나 일찍부터 중국과 교역하고 있으며, 당대에 전성기를 맞이했다. 그 중에서도 강국과 석국이 성행했다.
현재 서안과 낙양에서 조(曹), 석(石), 미(米), 하(何), 강(康), 안(安) 등의 성이 기록 된 묘지명이 출토되고 있으며, 군 복무 등으로 당과의 관계가 깊었던 것을 말해주고있다. 심지어 당에 반란을 일으킨 안록산 역시 원래 강국 사람의 자손이며, 안록산에 가담 한 사사명은은 사국 출신이었다. 당의 명장 가서한(哥舒翰)은 돌궐인 아버지와 소무 9성의 어머니 사이에서 태어난 아들이라고 한다.
그 후에도 소무 9성은 동서 상업 교류에 중요한 역할을 했다. 석국, 강국의 예능인 호등무(胡騰舞), 호선무(胡旋舞), 석기무(柘枝舞)는 장안에서 인기를 얻었다. 또한 사자, 퍼그, 한혈마 등의 동물도 소무 9성 지역으로부터 중국으로 전해졌다고 한다.

## 소그드 성
소무 9성의 국가에 거주하는 국민 대부분이 소그드인이었다. 중국을 오가던 소그드인은 한문서(漢文書)에 의한 행정상의 필요에 따라 한자 이름을 가지게 된 것으로 보이며, 그때 출신 도시 이름을 나타내는 한자가 그들의 성으로 채택되었다.
- 사마르칸트 → 강 (강아태(康阿馱)[4] 등)
- 부하라 → 안 (안낙반타(安諾盤陀)[5] 등)
- 마이무루구 → 미
- 키시 →사(사사명, 사추다(史醜多)[4] 등)
- 쿠샤니야 → 하 (하주약(何朱弱)[4] 등)
- 카부단 → 조(曹)(조바라문(曹婆羅門), 조승노(曹僧奴), 조묘달(曹妙達) 3대 등[6])
- 타슈켄트 → 석
- 빠이칸도 →필(畢)

이들을 일괄하여 소그드 성이라고 부른다. 또한 도시 이름을 특정 할 수 없지만, 라(羅), 목(穆), 요(翟)도 소그드 성에 포함된다.

## 참고 문헌
- 《북사》, 《수서》, 《구당서》, 《신당서》
- 蔡鴻生 "唐代九姓胡与突厥文化"( 중화서국, 1998년, ISBN 7101018505 )
- 모리야스 타카오 《흥망의 세계사 05 실크로드와 당나라 제국》(興亡の世界史05 シルクロードと唐帝国, 코단샤, 2007년, ISBN 9784062807050 )